# Hồ chứa Pulau Tekong
Pulau Tekong Reservoir (tiếng Trung: 德光岛蓄水池; bính âm: Déguāngdǎo Xùshuǐchí; tiếng Mã Lai: Takungan Air Pulau Tekong) là một hồ chứa nước nằm trên đảo Tekong, Singapore. Hồ này cung cấp nước sinh hoạt cho tất cả các căn cứ quân sự trong đảo.